# Tiberius Julius Theothorses
Tiberius Julius Theothorses, còn được gọi là Thothorses hoặc Fophors (tiếng Hy Lạp: Τιβέριος Ἰούλιος Θοθωρσης, nửa cuối thế kỷ thứ 3 và nửa đầu thế kỷ thứ 4 - mất năm 309) là một hoàng tử và vị vua chư hầu La Mã của vương quốc Bosporos.
Theothorses là người con trai thứ hai của vua Bosporos Teiranes với một người phụ nữ không rõ tên. Ông mang trong mình huyết thống Hy Lạp, Iran và La Mã. Anh trai của ông là hoàng tử Sauromates IV, ông ta đã đồng cai trị một thời gian ngắn với cha ông trước khi qua đời vào năm 276.
Năm 278, dưới triều đại của cha mình, Theothorses đã được Teiranes đưa lên làm vua để cùng cai trị. Năm 279, Teiranes qua đời và Theothorses kế vị ông là vị vua duy nhất của vương quốc Bosporos, ông trị vì từ năm 278 đến khi qua đời khoảng năm 308/309. Trên tiền xu, tước hiệu hoàng gia của ông là bằng tiếng Hy Lạp là: ΒΑΣΙΛΕΩΣ ΘΟΘΩΡΣΟΥ hoặc của vua Thothorses. Triều đại Theothorses tương đương đại với giai đoạn cuộc khủng hoảng của thế kỷ thứ ba và chế độ Tứ đầu chế của đế chế La Mã.
Trong suốt triều đại của ông, một lượng lớn chì được thêm vào những đồng tiền xu bằng đồng được đúc ở vương quốc Bosporos. Ngoài ra ít có thông tin được biết về cuộc đời và sự cai trị của Theothorses. Tên người vợ của Theothorses không được rõ. Họ có những người con sau đây:
- Hoàng tử Rhescuporis VI. Rhescuporis VI đã cùng đồng cai trị với ông vào năm 303 và sau đó kế vị ông.
- Hoàng tử Rhadamsades. Sau cái chết của Theothorses, Rhadamsades kế vị cha mình trở thành vị vua thứ hai đồng cai trị với anh trai của ông ta, Rhescuporis VI.
- Công chúa Nana, sau này trở thành nữ hoàng của vương quốc Iberia và sau đó là một vị thánh của Giáo hội Chính thống Gruzia.

Những người con trai của Theothorses là các vị vua cuối cùng cai trị vương quốc Bosporos.